# Chuck Person’s Eccojams Vol. 1
Chuck Person’s Eccojams Vol. 1 ist ein Album des US-amerikanischen Musikers Daniel Lopatin, das er unter dem Pseudonym Chuck Person veröffentlichte. Es wurde am 8. August 2010 auf dem Label The Curatorial Club als Musikkassette in limitierter Auflage veröffentlicht.
Das Album wird oft als ästhetischer und stilistischer Vorreiter des Genres Vaporwave genannt.

## Hintergrund
Eccojams Vol. 1 enthält von Lopatin sogenannte „echo jams“: sample-basierte, sich wiederholende Musikstücke; Diese sind Mikro-Ausschnitte aus meist 80er-Pop-Stücken oder anderer Popmusik die mit Effekten wie Echo oder Pitch Shifting „narkotisch verlangsamt“ werden, um einen Chopped-and-screwed-Stil zu erzielen. Das Album sampelt dabei Lieder von Bands wie Fleetwood Mac, Toto oder Heart. Das Artwork enthält Fragmente des Covers des Videospiels Ecco the Dolphin für den Mega Drive und Mega-CD.
Lopatin verwendete mehrere Stücke des Albums für sein audiovisuelles Projekt Memory Vague bereits in 2009. Die Stücke A2, B4 and A4, mit den Titeln "angel", "nobody here" und "demerol" wurden zuvor bereits auf Lopatins YouTube-Account sunsetcorp veröffentlicht. Auf die Frage, ob es ein Volume 2 geben wird, meinte Lopatin, dass er "mehrere Eccojams im Kryotank habe, die bereit sind, irgendwann in der Zukunft aufgetaut zu werden".

## Veröffentlichung
Eccojams Vol. 1 wurde 2010 als Musikkassette in limitierter Auflage veröffentlicht. Lopatin wandte sich schnell anderen Projekten zu, das Album inspirierte jedoch diverse Künstler, die die Eccojams als Ausgangspunkt für das internetbasierte Genre Vaporwave sahen. Die Aufnahmetechnik führte 2011 zu Lopatins Album Replica unter dem Pseudonym Oneohtrix Point Never. Bezüglich des Zustroms von Vaporwave-Produzenten, die nach den Eccojams kamen, äußerte sich Lopatin 2017 auf Reddit wie folgt:

„Nun - der ganze Sinn der Eccojams war, dass es sich um ein DIY-Projekt handelte, die kein spezielles musiktechnisches Wissen beinhaltete, und für mich war es eine direkte Möglichkeit, mit Audio auf veränderliche, philosophische Weise umzugehen, die sehr wenig mit Musik und mit Gefühlen zu tun hat. Ich bin froh, dass die Leute das Zeug machen und Bedeutung darin finden, das ist alles, worauf ich jemals hoffen konnte. Es ist jetzt Folk.“

2016 wurde das Album von Tiny Mix Tapes als "wegweisende Veröffentlichung" beschrieben, und festgestellt, dass Originalexemplare des Albums auf Discogs für einen Durchschnittspreis von 250 US-Dollar verkauft werden. Weiter beschrieb Tiny Mix Tapes das Projekt als "Plünderung der Tiefen der Popmusik und Aufdeckung kurzer musikalischer Segmente oder besonders existenzieller lyrischer Momente", um "ein einfaches, aber völlig ekstatisches Hörerlebnis" zu schaffen. Der Kritiker Simon Reynolds bezeichnete es 2011 als "Bezugnahme auf das kulturelle Gedächtnis und den vergrabenen Utopismus in kapitalistischen Gütern, insbesondere in Bezug auf Verbrauchertechnologie im Bereich der Audiovisuellen Medien".
Lopatin veröffentlichte 2016 eine digital aufbereitete Version des Albums.
2020, veröffentlichte die 33⅓ series eine Essaysammlung mit dem Titel The 33 1⁄3 B-Sides, das ein Lied der Eccojams Vol. 1 enthielt. 2019, wurde das Album von Tiny Mix Tapes als das beste der 2010er-Jahre genannt.

## Titelliste
Seite A
1. "A1" (2:44)
2. "A2" (4:02)
3. "A3" (6:32)
4. "A4" (2:05)
5. "A5" (3:04)
6. "A6" (3:00)
7. "A7" (2:28)
8. "A8" (5:13)

Seite B
1. "B1" (4:54)
2. "B2" (4:56)
3. "B3" (4:35)
4. "B4" (2:19)
5. "B5" (3:04)
6. "B6" (2:33)
7. "B7" (4:27)